# Vedeževalka (Caravaggio)
Vedeževalka (italijansko  Buona ventura ) je slika italijanskega baročnega umetnika Michelangela Merisisa da Caravaggia. Obstaja v dveh različicah, obe Caravaggiovi, prva iz c. 1594 (zdaj v Rimu v Musei Capitolini), druga iz c. 1595 (ki je v muzeju Louvre, Pariz). Datumi v obeh primerih so sporni.

## Predmet
Na sliki je prikazan gizdalinsko oblečen fant (v drugi različici naj bi bil model Caravaggiov spremljevalec, sicilijanski slikar Mario Minniti), ki mu iz dlani bere ciganka. Fant je videti zadovoljen, ko se zazre v njen obraz, ona pa mu vrne pogled. Natančen pregled slike razkrije, kaj mladenič ni opazil: deklica odstrani prstan, koga  nežno boža po roki.

## Goljufija vedeževalke je bila uporabljena kot metafora zapeljivega iluzionizma Caravaggia
Caravaggiova slika, ki obstajata v dveh različicah, prikazuje dobro negovanega, domišljavega mladeniča, ki mu je ciganka bere iz dlani. Hudomušna ciganka je vendarle kriva zavajanja: njen zapeljiv nasmeh je lažen in ker je mladeniča s svojo lepoto očarala, ta ne opazi, da mu je medtem s prsta odstranila prstan .  Leta 1603 je pesnik Gaspare Murtola posvetil madrigal Caravaggiovi Vedeževalki, v katerem primerja prevaro čutne ciganke z iluzionističnim načinom Caravaggio, torej nakazuje, da je tudi gledalec, tako kot mladenič, žrtev dvoličnosti . Madrigal je naslovljen na samega Caravaggia: Non so qual sia più maga / O la donna, che fingi, / O tu che la dipingi. / Di rapir quella è vaga / Coi dolci incanti suoi / Il jedro e 'l sangue a noi. Tu dipinta, che appare / Fai, che viva si veda. Fai, che viva, e spirante altri / la creda. 
(približen prevod: Ne vem, kdo je večji čarovnik / ženska, ki jo upodabljaš / ali pa ti, ki jo slikaš. Skozi najslajše nagnjenje / ona želi, da bi ukradla / naše zelo srce in kri. Ti bi v svojem portretu / Njeno živo, dihalno podobo / Za druge reproducirajo, da tudi oni verjamejo).

## Slog
Caravaggiov biograf Giovanni Pietro Bellori pripoveduje, da je umetnik cigansko deklico izbral iz mimoidočih na ulici, da bi dokazal, da mu ni treba kopirati del mojstrov iz antike:
»Ko so mu pokazali najslavnejša kipa Fidija in Glikona, da bi jih lahko uporabil kot model, je njegov edini odgovor pokazal na množico ljudi, ki pravi, da mu je narava dala obilo mojstrov.«
Ta odlomek se pogosto uporablja za prikaz, da klasično usposobljeni umetniki manieristi iz Caravaggiovega obdobja ne nasprotujejo Caravaggiovemu vztrajanju pri slikanju iz življenja namesto kopij in risb, narejenih iz starejših mojstrovin. Vendar Bellori konča z besedami: »in v teh dveh polfigurah [Caravaggio] je resničnost prevedel tako čisto, da je potrdil to, kar je rekel.« Zgodba je verjetno apokrifna - Bellori je pisal več kot pol stoletja po Caravaggiovi smrti in se ne pojavlja v Manciniju ali v Giovanniju Baglioneu, dva sodobna biografa, ki sta ga poznala - vendar kaže na bistvo Caravaggiovega revolucionarnega učinka o njegovih sodobnikih - začenši z Vedeževalko -, ki naj bi renesančno teorijo umetnosti kot didaktično fikcijo zamenjala z umetnostjo kot reprezentacijo resničnega življenja.

## Druga različica
Vedeževalka iz leta 1594 je vzbudila veliko zanimanja med mlajšimi umetniki in bolj avantgardnimi zbiralci iz Rima, toda po Mancinijevih besedah je Caravaggia revščina prisilila, da jo je prodal za nizko vsoto osmih scudov. Vstopila je v zbirko bogatega bankirja in poznavalca, Marchese Vincente Giustinianija, ki je postal pomemben umetnikov pokrovitelj. Giustinianijev prijatelj, kardinal Francesco Maria Del Monte, je leta 1595 kupil spremljevalni komad, Kvartopirci in v istem trenutku je Caravaggio  vstopil v kardinalovo gospodinjstvo.
Za Del Monteja je Caravaggio naslikal drugo različico slike Vedeževalka, kopirano iz Giustinianijanove, vendar z določenimi spremembami. Nediferencirano ozadje različice 1594 postane prava stena, ki jo razbijejo sence napol narisane zavese in okenska krila, figure pa bolj popolno zapolnijo prostor in ga opredelijo v treh dimenzijah. Luč je bolj sevajoča, fantovska obleka in dekliški rokavi so bolj fino teksturirani. Dvoboj postane bolj otroški in bolj nedolžno ranljiv, deklica manj previdna, nagnjena k njemu, bolj v ukazovalni situaciji.

## Žanr
Vedeževalka je eno izmed dveh znanih žanrskih del, ki jih je Caravaggio naslikal leta 1594, drugo so Kvartopirci. Verjame se, da je Vedeževalka zgodnejša izmed teh dveh in izvira iz obdobja, ko je umetnik pred kratkim zapustil delavnico Giuseppeja Cesarija, da bi sam prodajal slike prek prodajalca Costantina.
Tema slike ni bila brez primere. Giorgio Vasari v svojem delu Življenje umetnikov ugotavlja, da je eden od privržencev Franciabigia, njegov brat Agnolo, naslikal znak za parfumerjevo trgovino, »ki vsebuje ciganko, ki srečo prerokuje gospe na zelo graciozen način.« 